# Luca de Santis
Luca de Santis (Campobasso, 1978) è uno scrittore, fumettista e saggista italiano. Scrive di rappresentazione di genere e tecnologia su La Stampa e Wired.

## Biografia
Ha collaborato con Paramount Comedy/Comedy Central, MTV Italia, Endemol e con alcuni network statunitensi. È ideatore e autore dell'avanspettacolo Burlesque!, per il quale ha vinto il Premio Massimo Troisi 2008 per la migliore scrittura comica di teatro.
Per la Kappa Edizioni e con l'illustratrice Sara Colaone, ha pubblicato la serie a fumetti Cream nell'antologia "JetLag 1" e "JetLag 2", e la graphic novel In Italia sono tutti maschi, sul confino degli omosessuali durante il Ventennio fascista, con cui vince nel 2009 al Comicon di Napoli, il premio A.Micheluzzi per "Miglior fumetto dell'anno".  Il fumetto è uno dei più importanti esempi di graphic novel storiche, contando numerose edizioni, una allegata al Corriere della Sera e Gazzetta dello Sport e 
traduzioni in francese, polacco, spagnolo, tedesco, macedone e venendo distribuito in quasi tutta Europa. A maggio del 2022 lo studio compiuto viene presentato al CIMA di New York, per la New York University . Quattordici anni dopo, de Santis e Colaone tornano a narrare i temi di In Italia Sono tutti maschi, in un breve racconto spin-off, per la rivista letteraria "Nuovi Argomenti" diretta da Dacia Maraini.
A seguito della vincita del Premio Troisi per la migliore scrittura per il teatro comico, viene pubblicato per le Edizioni Comix  "Ricomincio da Troisi", in cui raccoglie alcuni suoi testi teatrali.
Dopo aver aperto il primo portale italiano dedicato ai videogiochi con contenuti LGBTQ+ dal titolo "Geekqueer", ha pubblicato a febbraio 2013, il primo saggio al mondo a trattare la rappresentazione dei personaggi gay, lesbici e transgender nella storia dei videogiochi, nel saggio Videogaymes. Omosessualità nei videogiochi tra rappresentazione e simulazione (1975-2009) Edizioni Unicopli.
Nel 2015 esce un aggiornamento al suo precedente studio, nell'antologia VirtualErotico Sesso, pornografia ed erotismo nei videogiochi di Papale e Alinovi, in cui affronta le tematiche LGBT nelle produzioni videoludiche dal 2009 al 2014.
Con Sara Colaone torna a collaborare nel 2016 per "Leda, che solo amore e luce ha per confine" scritto con Francesco Satta ed edito per Coconino Press Fandango; il graphic novel nel 2017 vince a Lucca Comics and Games il Premio Gran Guinigi per i migliori disegni. Il fumetto uscirà in Francia nello stesso anno per l'editore Steinkis.
Nel 2018, sempre con i disegni di Sara Colaone, esce "Ariston" edito da Oblomov Edizioni, storia di tre donne nello sfondo di un albergo della riviera adriatica negli anni '50, '60 e '70. Il graphic novel pone al centro l'emancipazione e l'autodeterminazione femminile, con ricchi riferimenti alla politica e alla cronaca di quegli anni, tra diritti conquistati e ingiustizie perpetuate. Nel 2019 è finalista al Premio Micheluzzi del Comicon di Napoli, ed esce in Francia con il titolo "Ariston Hotel" per IciMême edizioni. 
In occasione della mostra di Georgia O'Keeffe al Centre Pompidou di Parigi, esce a settembre del 2021 il graphic novel "Georgia O'Keeffe, amazone de l'art moderne" edito da Editions Steinkis e Centre Pompidou . Il romanzo a fumetti, sceneggiato da de Santis e illustrato da Sara Colaone, racconta della vita della celebre pittrice americana dai suoi esordi nella New York dei primi anni del '900, fino alla sua morte a Santa Fe, in Nuovo Messico, affrontando anche questa volta i temi cari alla coppia di fumettisti, ovvero l'emancipazione di genere e la ricerca di diritti di uguaglianza attraverso la vita quotidiana dei protagonisti.  A gennaio del 2022 il fumetto viene pubblicato anche in Italia con il titolo di "Georgia O'Keeffe, amazzone dell'arte moderna" edito da Edizioni Oblomov per La Nave di Teseo.
A giugno del 2022, in occasione del mese del Pride, pubblica in esclusiva per Storytel il podcast "GenerAzioni" in cui, prendendo a pretesto la sua storia personale e la sua formazione politica e culturale, racconta trent'anni del movimento LGBTQ+ italiano . Il podcast conta sei episodi, ognuno dedicato a una lettera dell'acronimo LGBTQ+, e ospita nelle interviste le storie personali di alcuni protagonisti della scena LGBTQ+ italiana .

## Opere
- Cream 1-2-3, in “Jet lag 1” AAVV, Kappa edizioni, 2001, Italia.
- Cream 4, in “Jet lag 2” AAVV, Kappa edizioni, 2003, Italia.
- In Italia sono tutti maschi, Luca de Santis & Sara Colaone, Kappa edizioni, 2008, (2010 seconda Edizione) Italia.
- "Ricomincio da Troisi", Luca de Santis, Comix Edizioni, 2009, Italia.
- En Italie, il n'y a que des vrais hommes, Luca de Santis & Sara Colaone, Dargaud 2010, Benelux.
- "Diva mon amour", AAVV, Azimut Edizioni, 2010.
- Insel der Manner, Luca de Santis & Sara Colaone, Schreiber und Leser Ed., 2011, Germania.
- "We Włoszech wszyscy są mężczyznam", Luca de Santis & Sara Colaone, Centrala Edizioni, 2011, Polonia.
- "En Italia son todos Machos", Luca de Santis & Sara Colaone, Norma Editorial, 2011, Spagna.
- "Videogaymes. Omosessualità nei videogiochi tra rappresentazione e simulazione (1975-2009)", Luca de Santis per Edizioni Unicopli, 2013, Italia.
- "My Boyfriend is a Bastard", Luca de Santis & Damiano Clemente, Renbooks Edizioni, 2014, Italia.
- "VirtualErotico. Sesso, pornografia ed erotismo nei videogiochi", AA.VV., Edizioni Unicopli, 2015, Italia.
- "Leda, che solo amore e luce ha per confine", Colaone, Satta, de Santis, Ed. Coconino Press Fandango, 2016, Italia.
- "Leda Rafanelli, la gitane anarchiste", Colaone, Satta, de Santis, Ed. Steinkis, 2018 Francia.
- "Ariston", Ed. Oblomov, 2018, Italia.
- "Ariston Hotel", ed. IciMême, 2019, Francia
- "In Italia sono tutti maschi" riedizione per i 10 anni, ed. Oblomov, 2019, Italia.
- "L'île des hommes", ed. IciMême, 2019, Francia.
- "Georgia O'Keeffe, amazone de l'art moderne", ed. Steinkis, 2021, Francia.
- "Georgia O'Keeffe, amazzone dell'arte moderna", ed. Oblomov, 2022, Italia.
- "Entrerete anche qui" per "Nuovi Argomenti" n.9, ed. Mondadori, 2022, Italia.
- "GenerAzioni" podcast in 6 episodi, ed. Storytel, 2022, Italia.
- "V Taliansku sú iba praví chlapi", ed. Brak, 2022, Slovacchia.
- "Corpi Ribelli", ed. Sperling & Kupfer, 2023, AAVV, Italia.

## Premi
- Premio Rainbow Awards 2022 per il miglior podcast a "GenerAzioni" prod. Storytel.
- Finalista Premio Boscarato al Treviso Comic Book Festival nel 2022, come miglior sceneggiatore per "Georgia O'Keeffe - Amazzone dell'arte moderna", Oblomov Edizioni.
- Finalista Premio Attilio Micheluzzi come miglior fumetto 2019 a "Ariston", Oblomov Edizioni.
- Finalista Premio Boscarato al Treviso Comic Book Festival nel 2019, come miglior sceneggiatore per "Ariston", Oblomov Edizioni.
- Premio Best Documentary Short al Verona International Film Festival per "The Red Tree" regia di Paul Rowley, nel 2018.
- Premio Best Short Documentary all'Audience Award New Fest di New York (US) per "The Red Tree" regia di Paul Rowley, nel 2018.
- Menzione speciale della giuria al Outshine Miami LGBT Film Festival per "The Red Tree" regia di Paul Rowley, nel 2018.
- Premio del pubblico come miglior cortometraggio queer al Queer-Streifen Festival di Regensburg (Germania) per "The Red Tree" regia di Paul Rowley, nel 2018.
- Premio Gran Guinigi 2017 Lucca Comics and Games a Sara Colaone per "Leda, che solo amore e luce ha per confine" , Coconino Fandango Edizioni.
- Premio Attilio Micheluzzi come Miglior fumetto 2009 a "[In Italia sono tutti maschi]", Luca de Santis & Sara Colaone, Kappa edizioni.
- Premio Fornarina come miglior fumetto 2009 a "[In Italia sono tutti maschi]", Luca de Santis & Sara Colaone, Kappa edizioni.
- Premio Massimo Troisi 2008, come Miglior scrittura teatro comico per la commedia teatrale "Le Madri".